# 지장경
지장경(地藏經)은 지장보살본원경(地藏菩薩本願經)을 줄여서 부르는 말이다. 지장보살(地藏菩薩)이 어떻게 하여 지옥(地獄)에서 고통받는 중생(衆生)을 건져 주게 되었는지에 대한 질문에 대한 대답으로, 지장보살의 여러 가지 전생 이야기와, 지옥의 종류가 얼마나 다양하고 많은지, 또 지옥에서 겪는 고통은 얼마나 큰지, 그리고 고통에서 벗어나는 방법으로 여러 부처님의 이름, 즉 불명호를 부르는 것이 중생들에게 얼마나 커다란 이익이 되는지, 그리고 석가모니 부처님께서 지장보살에게 자신의 사후 미륵이 이 땅에 올 때까지 지장보살에게 중생들을 맡기니 잘 부탁한다는 내용이다.
지장경을 언해하여 간행한 불경언해서인 지장경언해(地藏經諺解)는 1762년(영조 38년)에 간행되었다.

## 내용
아래와 같이 13품으로 이루어져 있다.
- 제1 도리천궁신통품: 부처님께서 도리천궁에서 어머님을 위해 설법을 하시면서 큰 신통을 나타내 보임.
- 제2 분신집회품: 지장보살의 여러 분신들과 지장보살이 교화한 갖가지 중생들이 집회에 참석함
- 제3 관중생업연품: 부처님의 어머니 마야부인이 지장보살에게 염부제 중생들이 짓는 죄업에 대해 질문함
- 제4 염부중생업감품: 염부제 중생이 업을 짓는데 따르는 과보를 지장보살이 일일이 설명함
- 제5 지옥명호품: 보현보살의 질문으로 지장보살이 지옥의 이름과 죄업으로 짓는 과보를 설명함
- 제6 여래찬탄품: 부처님이 지장보살의 불가사의한 위신력과 원력을 찬탄함
- 제7 이익존망품: 살면서 알게 모르게 지은 죄업에서 벗어나는 방법과, 죄업 중생이 죽었을 때 49재의 공덕은 산 사람과 죽은 사람에게 어떻게 나뉘는지 설명함
- 제8 염라왕중찬탄품: 부처님께서 염라대왕의 무리들을 찬탄함
- 제9 칭불명호품: 많은 부처님들의 이름을 열거하고, 부처님의 이름을 부르는 이익과 공덕이 한량없음을 설명함
- 제10 교량보시공덕품: 보시 공덕을 비교함
- 제11 지신호법품: 견뢰지신이 지장보살을 예배하고 공양하는 이익을 설명하고, 그런 중생들을 지켜주겠다고 함
- 제12 견문이익품: 부처님께서 관세음보살에게 지장보살의 명호나 상호를 보고 들을 때 얻는 이익을 설명함
- 제13 촉루인천품: 부처님께서 현재와 미래의 천인 무리들을 지장보살에게 부촉함